# Marasmius

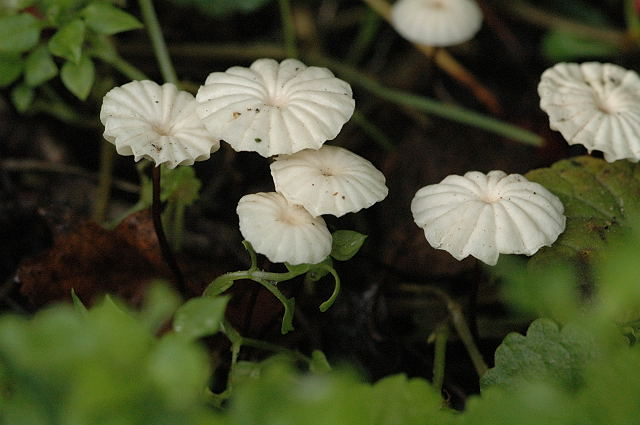
Marasmius rotula

Marasmius là một chi nấm thuộc họ Marasmiaceae. Nó có khoảng 500 loài nấm tán, trong đó chỉ có một vài loài như Marasmius oreades, là ăn được. Tác giả mô tả chi này là Elias Magnus Fries,.

## Các loài
Các loài chọn lọc:
- Marasmius alliaceus
- Marasmius cohaerens
- Marasmius crinis-equi
- Marasmius delectans
- Marasmius elegans
- Marasmius nigripes
- Marasmius oreades
- Marasmius pulcherripes
- Marasmius pyrrhocephalus
- Marasmius rotula
- Marasmius sacchari
- Marasmius sasicola
- Marasmius semiustus
- Marasmius siccus
- Marasmius stenophyllus
- Marasmius strictipes
- Marasmius sullivantii
- Marasmius tenuissimus